# Спектор Григорій Йосипович
Григо́рій Йо́сипович Спе́ктор (18 січня 1940 — 27 серпня 2003, Київ) — колишній адміністратор футбольного клубу «Динамо» (Київ).

## Біографія
Народився 18 січня 1940 року.

Могила Григорія Спектора

1976 року закінчив Київський педагогічний інститут.
1967—1971 — вчитель музики та співу в середній школі.
1961—1963 — артист Ансамблю пісні і танцю Київського військового округу.
1963—1965 — художній керівник хору хлопчиків київського Палацу піонерів.
1965—1975 — викладач музики в музичній школі.
1975—1986 — адміністратор футбольного клубу «Динамо» (Київ).
На своєму посту Г. Й. Спектор всіма силами свого організаторського таланту сприяв завоюванню командою Кубка Кубків, Суперкубка УЄФА, п'яти титулів чемпіонів СРСР, трьох кубків СРСР.
1986—1993 — генеральний директор фірми «Ладина-ЛТД». Від 1993 року був президентом АТ «Футбол України».
Був близьким другом і соратником головного тренера «Динамо» (Київ) Валерія Лобановського.
Жив у Києві. Помер на 64-му році життя 27 серпня 2003 року. Похований на Берковецькому кладовищі (ділянка № 28, 50°29′48.90″ пн. ш. 30°23′28.40″ сх. д. / 50.4969167° пн. ш. 30.3912222° сх. д.).